# Leptostylopsis latus
Leptostylopsis latus är en skalbaggsart som beskrevs av Chemsak och Feller 1988. Leptostylopsis latus ingår i släktet Leptostylopsis och familjen långhorningar.
Artens utbredningsområde är Belize. Inga underarter finns listade i Catalogue of Life.